# Marek Podhajski
Marek Andrzej Podhajski (ur. 7 kwietnia 1938 w Nowogródku) – polski teoretyk muzyki, muzykolog i pedagog.

## Życiorys
Absolwent Państwowej Wyższej Szkole Muzycznej w Sopocie w zakresie teorii muzyki i kompozycji. Doktorat otrzymał w Państwowej Wyższej Szkole Muzycznej w Warszawie. Habilitację uzyskał w Akademii Teologii Katolickiej w Warszawie w zakresie historii, specjalność muzykologia 1992. Od 1961 pracuje w Akademii Muzycznej w Gdańsku, od 1982 jako profesor.
W gdańskiej uczelni pełnił obowiązki: dziekana Wydziału Wychowania Muzycznego (1972–1975), dziekana Wydziału Kompozycji i Teorii Muzyki (1975–1978), kierownika Katedry Kompozycji i Teorii Muzyki (1972–1978) Jest założycielem i pierwszym dyrektorem Instytutu Teorii Muzyki przy Akademii Muzycznej w Gdańsku. W latach 1990–2005 pracował w szkole muzycznej w Akureyri na Islandii, utrzymując bliską współpracę z macierzystą uczelnią oraz Akademią Muzyczną w Warszawie.
Członek Związku Kompozytorów Polskich, International Musicological Society, Gdańskiego Towarzystwa Naukowego, International Biographical Centre Advisory Council w Cambridge, a także członek dożywotni American Biographical Institute Association.

## Twórczość
Jest autorem sześciu książek, ok. 100 artykułów naukowych, pierwszego w historii muzyki słownika kompozytorów islandzkich, a także autorem koncepcji i redaktorem książki Kompozytorzy polscy 1918–2000 wydanej w Gdańsku w 2005, pierwszej tak obszernej publikacji, zawierającej noty biograficzne około 1300 polskich kompozytorów działających w latach 1918–2000. Za tę publikację autor został uhonorowany Nagrodą Miasta Gdańska w Dziedzinie Kultury „Splendor Gedanensis” (2007).

## Ważniejsze publikacje
- Interpretacja matematyczno-logiczna elementarnych pojęć harmonii funkcyjnej. Akademia Muzyczna w Gdańsku, 1974 (praca doktorska)
- Badania kandydatów do zawodu nauczyciela wychowania muzycznego w zakresie wiedzy z wybranych dyscyplin teorii muzyki, Akademia Muzyczna w Gdańsku, 1981
- Problemy techniki kompozytorskiej w wybranych utworach akordeonowych kompozytorów współczesnych w: Zeszyty Naukowe XXV, Akademia Muzyczna w Gdańsku, 1986
- Formy muzyczne, PWN, Warszawa 1991
- Nowy system muzyki X. Jana Jarmusiewicza w perspektywie polskich prac z harmonii XIX wieku, Akademia Muzyczna w Gdańsku, 1992 (praca habilitacyjna)
- Kompozytorzy polscy 1918–2000. Tom I Eseje, Tom II Biogramy (pod red. Marka Podhajskiego), Akademia Muzyczna im. Fryderyka Chopina w Warszawie, Akademia Muzyczna w Gdańsku, Warszawa/ Gdańsk 2005.

## Nagrody i odznaczenia
- 1976 – Srebrny Krzyż Zasługi
- 1978 – Złoty Krzyż Zasługi
- 1983 – Krzyż Kawalerski Orderu Odrodzenia Polski
- 2007 – Nagroda Miasta Gdańska w Dziedzinie Kultury „Splendor Gedanensis”[3]
- 2012 – Nagroda Prezydenta Miasta Gdańska w Dziedzinie Kultury[4]
- 2013 – Srebrny Medal „Zasłużony Kulturze Gloria Artis”[5]